# Evolução territorial do Canadá

Animação da evolução das fronteiras e nomes das províncias e territórios do Canadá.

Esta é uma linha do tempo da evolução territorial das fronteiras do Canadá, listando todas as mudanças as fronteiras internas e externas do país.
O Canadá se tornou uma nação independente em 1867 quando três províncias da América do Norte Britânica se uniram para formar um novo país. Uma destas colônias se dividiu em duas novas províncias, três outras províncias aderiram posteriormente, e três novas províncias foram retirados do vasto interior do país que foi cedido ao Canadá pelo Reino Unido pouco após ter sido formado. Antes de ter feito parte da América do Norte Britânica, as províncias que criaram a nova nação do Canadá faziam parte das colônias de Canadá e Acádia na Nova França, as quais foram gradualmente cedidas para a Grã-Bretanha e o Reino Unido após derrota em diversas guerras. A influência francesa permaneceu, já que a língua francesa era comum nas províncias iniciais do Canadá, e continua como uma das duas línguas oficiais do país.
A extensão central do Canadá foi originalmente colonizada pela Hudson's Bay Company do Reino da Inglaterra, que possuía um monopólio real sobre o comércio na região; a Terra de Rupert foi assim chamada em homenagem ao primeiro diretor da companhia, Ruperto do Reno. A North West Company mais tarde entrou em uma grande parte da região, e a competição e pequenas hostilidades entre as duas companhias forçaram sua união. A colônia ocidental de Columbia Britânica foi por um tempo dividida com os Estados Unidos como Oregon Country, até a fronteira ser consertada no paralelo 49 Norte. A influência francesa nas regiões ocidentais do Canadá foi bem menor que no leste.
Desde sua formação, as fronteiras externas do Canadá mudaram seis vezes, e o país cresceu de quatro províncias para dez províncias e três territórios. Somente perdeu território na pequena disputa fronteiriça com o Domínio de Terra Nova sobre Labrador, o qual se uniu ao Canadá algum tempo depois.

## Observações
- Os Territórios do Noroeste (TNO) têm sido constituídos de diversos distritos, mas um destes, o Distrito de Keewatin, certa vez teve um status mais alto que outros distritos. Por causa de seu status único, é marcado como independente dos TNO nesta lista. Em 1905, ele foi absorvido pelos TNO, e não teve mais qualquer status especial; foi finalmente dissolvido em 1999 quando Nunavut foi criado.
- Os mapas usados nesta página, para simplicidade, usam a versão moderna das fronteiras do Labrador. Por grande parte de sua história, Quebéc afirmava que o Labrador se estendia somente pela costa (as "Costas de Labrador"), enquanto a Terra Nova reivindicava a área maior. É a reivindicação da Terra Nova que é utilizada.
- A disputa fronteiriça do Alasca com os Estados Unidos não está incluída; apareceria como uma faixa muito fina no mapa.

## Cronologia
1 de julho de 1867

O Domínio do Canadá foi formado por três províncias da América do Norte Britânica: a Província do Canadá, a qual se dividiu nas províncias de Ontário e Quebéc, e as colônias de Nova Brunswick e Nova Escócia.
15 de julho de 1870
O Reino Unido cedeu a maior parte de suas terras restantes na América do Norte ao Canadá: Terra de Rupert e Território do Noroeste se tornaram os Territórios do Noroeste. O Ato da Terra de Rupert de 1868 transferiu a região para o Canadá a partir de 1869, mas só foi consumado em 1870 quando £300.000 foram pagos à Hudson's Bay Company. Nesta época, o Ato de Manitoba entrou em vigor, e um pequeno quadrado disto nos arredores da cidade de Winnipeg foi transformado na província de Manitoba.
20 de julho de 1871
A colônia britânica de Columbia Britânica se juntou ao Canadá como a sexta província. Columbia Britânica se juntou à Confederação canadense após os Debates da Grande Confederação na primavera boreal de 1870 e as Negociações de Confederação do verão e inverno seguintes.
1 de julho de 1873
A colônia britânica da Ilha do Príncipe Eduardo uniou-se ao Canadá como a sétima província por um Ato do Parlamento (e, como parte dos termos de união, recebeu uma ligação por balsa, um termo que foi deletado após completada a Ponte Confederation em 1997).
26 de julho de 1874
As fronteiras de Ontário foram provisoriamente expandidas para o norte e oeste. Quando a Província de Canadá foi formada, suas fronteiras não estavam inteiramente definidas, e Ontário reivindicou eventualmente se estender até as Montanhas Rochosas e o Oceano Ártico. Com a aquisição canadense da Terra de Rupert, Ontário se interessou por definir claramente suas fronteiras, especialmente em vista que algumas das novas áreas as quais tinha interesse estavam crescendo rapidamente. Após o governo federal ter solicitado a Ontário pagar por construções na nova área disputada, a província pediu a elaboração de seus limites, e sua fronteira foi movida para o norte até o paralelo 51 N.
12 de abril de 1876
O Distrito de Keewatin foi criado após aprovação do Ato de Keewatin em 12 de abril de 1876, em uma faixa central separada dos Territórios do Noroeste, a fim de estabelecer um governo para a crescente área ao norte de Manitoba e a oeste de Ontário.
1 de setembro de 1880
O Reino Unido cedeu suas Ilhas Árticas ao Canadá, e elas foram incorporadas aos Territórios do Noroeste.
1 de julho de 1881
As fronteiras de Manitoba foram expandidas para uma província maior que um código postal, tomando terras orientais do Distrito de Keewatin até a fronteira oeste de Ontário. Uma vez que a fronteira leste da província foi definida como  "fronteira oeste de Ontário", a definição exata desta permanecendo incerta, Ontário disputou uma porção da nova região.
7 de maio de 1886
A fronteira sudoeste do Distrito de Keewatin foi ajustada para se adequar as fronteiras dos novos distritos provisórios dos Territórios do Noroeste criados em 1882, retornando terras aos Territórios do Noroeste. Os distritos provisórios eram, o Distrito de Alberta, o Distrito de Athabasca, Distrito de Assiniboia e o Distrito de Saskatchewan, os quais permaneceram como áreas administrativas dos Territórios do Noroeste, ao contrário do Distrito de Keewatin.
12 de agosto de 1889
A disputa entre Manitoba e Ontário foi finalizada com a definição das fronteiras de Ontário segundo o Ato do Canadá (Fronteira de Ontário) de 1889, que estendeu a província para o oeste até o Lago dos Bosques e norte até o Rio Albany.
2 de outubro de 1895
Keewatin cobria a porção dos Territórios do Noroeste ao norte de Manitoba no continente, e todas as ilhas dentro das Baías de Hudson, James, e Ungava. A parte entre o Distrito de Keewatin, Ontário, e a Baía de Hudson não estava em um distrito, e foi designada ao Distrito de Keewatin por um Ordem de Conselho. Quatro distritos provisórios adicionais dos Territórios do Noroeste foram criados, o Distrito de Yukon, o Distrito de Ungava, o Distrito de Mackenzie, e o Distrito de Franklin.
1897
As fronteiras do Distrito de Keewatin foram ajustadas. Ilha Southampton, Ilha Coats, Ilha Mansel, Ilha Akimiski, e outras ilhas foram transferidas das províncias modernas de Quebéc e Ontário.
13 de junho de 1898
O Território de Yukon foi criado a partir do Distrito de Yukon na parte noroeste dos Territórios do Noroeste, e o Ato de Extensão da Fronteira do Quebéc de 1898 expandiu as fronteiras de Quebéc para o norte, tomando a parte leste dos Territórios do Noroeste.
23 de maio de 1901
A fronteira oriental do Território de Yukon foi ajustada para o Rio Peel, para que as fronteiras não cruzassem uma bacia hidrográfica, e também para incluir algumas ilhas.
1 de setembro de 1905
As províncias de Alberta e Saskatchewan foram criadas a partir dos Territórios do Noroeste. A fronteira oeste de Saskatchewan e a fronteira leste de Alberta percorre exatamente o quarto meridiano ou a latitude 110°W. A fronteira leste de Saskatchewan não é paralela com o primeiro meridiano, ao invés disso, fica somente a oeste dele. As fronteiras sul e norte de Alberta são as mesmas; a fronteira sul é a fronteira Canadá-Estados Unidos ou o paralelo 49 e a fronteira norte é o paralelo 60. A fronteira oeste de Alberta percorre picos da cadeia de Montanhas Rochosas, e então estende-se para o norte até o paralelo 60.
1906
O Ato dos Territórios do Noroeste foi aprovado em 1906, e nesta época, o Distrito de Keewatin foi redesignado novamente aos Territórios do Noroeste, e o hífen deixou de ser utilizado no nome oficial do território em inglês, North-West Territories, tornando-se Northwest Territories.
15 de maio de 1912
Manitoba, Ontário, e Quebéc foram todos expandidos até suas fronteiras atuais. Os Territórios do Noroeste está agora somente situado ao norte do paralelo 60, com três distritos: Keewatin, Mackenzie e Franklin.
1925
As fronteiras dos Territórios do Noroeste expandem, e agora se estendem ao norte até o Pólo Norte.
11 de março de 1927
Um Conselho Particular Britânico de 1927 decide a questão da fronteira entre Labrador e Quebéc a favor de Labrador, transferindo uma pequena porção de terra do Canadá para o Domínio de Terra Nova.
31 de março de 1949
O Domínio de Terra Nova e sua dependência de Labrador foram incorporados como a décima província, nomeada Terra Nova, como proclamada pelo Ato da América do Norte Britânica de 1949.
1 de abril de 1999
O território de Nunavut foi criado a partir dos Territórios do Noroeste. Os distritos provisórios não são mais áreas administrativas dos Territórios do Noroeste.
6 de dezembro de 2001
A província de Terra Nova foi renomeada Terra Nova e Labrador pela Emenda Constitucional de 2001 (Terra Nova e Labrador).
1 de abril de 2003
O nome do Território de Yukon tornou-se simplesmente Yukon.